# ФК «Крылья Советов» Куйбышев в сезоне 1959
Сезон 1959 — 15-й сезон «Крыльев Советов» в чемпионате СССР. По итогам чемпионата команда заняла 11-е место.

## Чемпионат СССР

### Турнирная таблица
| Место | Команда                   | И  | В | Н | П  | Мячи  | О  |
| ----- | ------------------------- | -- | - | - | -- | ----- | -- |
| 8     | Зенит (Ленинград)         | 22 | 8 | 4 | 10 | 29-38 | 20 |
| 9     | ЦСК МО                    | 22 | 8 | 3 | 11 | 29-27 | 19 |
| 10    | Молдова (Кишинёв)         | 22 | 6 | 5 | 11 | 22-45 | 17 |
| 11    | Крылья Советов (Куйбышев) | 22 | 6 | 1 | 15 | 26-37 | 13 |
| 12    | Шахтер (Сталино)          | 22 | 4 | 5 | 13 | 24-43 | 13 |

## Матчи
| 1959-04-19 1 тур | Крылья Советов (Куйбышев) | 0:1 | Локомотив (Москва) |  |

| 1959-04-26 2 тур | Крылья Советов (Куйбышев) | 1:1 | ЦСК МО |  |

| 1959-05-02 3 тур | СКВО | 4:2 | Крылья Советов (Куйбышев) |  |

| 1959-05-09 4 тур | Динамо (Москва) | 3:1 | Крылья Советов (Куйбышев) |  |

| 1959-05-16 5 тур | Крылья Советов (Куйбышев) | 0:1 | Шахтер (Сталино) |  |

| 1959-05-23 6 тур | Крылья Советов (Куйбышев) | 3:0 | Молдова (Кишинёв) |  |

| 1959-05-31 7 тур | Крылья Советов (Куйбышев) | 2:1 | Торпедо (Москва) |  |

| 1959-06-08 8 тур | Крылья Советов (Куйбышев) | 2:0 | Зенит (Ленинград) |  |

| 1959-06-14 9 тур | Крылья Советов (Куйбышев) | 4:2 | Спартак (Москва) |  |

| 1959-06-19 11 тур | Динамо (Тбилиси) | 3:2 | Крылья Советов (Куйбышев) |  |

| 1959-07-09 10 тур | Крылья Советов (Куйбышев) | 0:2 | Динамо (Киев) |  |

| 1959-08-14 15 тур | ЦСК МО | 1:2 | Крылья Советов (Куйбышев) |  |

| 1959-08-22 14 тур | Крылья Советов (Куйбышев) | 0:1 | Динамо (Москва) |  |

| 1959-08-27 12 тур | Локомотив (Москва) | 5:2 | Крылья Советов (Куйбышев) |  |

| 1959-09-13 16 тур | Шахтер (Сталино) | 2:0 | Крылья Советов (Куйбышев) |  |

| 1959-09-19 20 тур | Спартак (Москва) | 1:0 | Крылья Советов (Куйбышев) |  |

| 1959-10-01 19 тур | Зенит (Ленинград) | 0:1 | Крылья Советов (Куйбышев) |  |

| 1959-10-05 13 тур | Крылья Советов (Куйбышев) | 1:2 | СКВО |  |

| 1959-10-12 18 тур | Торпедо (Москва) | 1:0 | Крылья Советов (Куйбышев) |  |

| 1959-10-17 22 тур | Динамо (Киев) | 2:1 | Крылья Советов (Куйбышев) |  |

| 1959-10-23 17 тур | Молдова (Кишинёв) | 2:0 | Крылья Советов (Куйбышев) |  |

| 1959-10-31 21 тур | Крылья Советов (Куйбышев) | 1:2 | Динамо (Тбилиси) |  |

## Кубок СССР
| 1959-07-15 1/8 финала | Ширак (Ленинакан) | 5:0 | Крылья Советов (Куйбышев) |  |

## Товарищеский матч
| 1959-09-2 | Труд (Орск, Оренбургская область) | 1:5   | Крылья Советов (Куйбышев) | Орск                                        |
| |                                   | [ 1 ] |                           | Стадион: Авангард Судья: А.Колбинцев (Орск) |
| Труд (Орск, Оренбургская область): Кузьмин, Мукмеев, Поповский, Симуков, Нижегородов, Пурдяев, ???, Егоров, Валтернист, Недорезов (к), Паркин Крылья Советов (Куйбышев): Карасёв, Мазепов, Кольцов, Максимов, Карпов, Кирш (к), Хусаинов, Бреднев, Редкин, Дейнекин, Фёдоров |                                   |       |                           |                                             |